# سیارک ۱۰۹۸۶
سیارک ۱۰۹۸۶ (به انگلیسی: 10986 Govert، نامگذاری:4313T-3) ده هزار و نهصد و هشتاد و ششمین سیارک کشف شده‌است که در ۱۶ اکتبر ۱۹۷۷ کشف شد.
قدر مطلق سیارک برابر ۱۷.۰ است.